# اسلودایو
اسلودایو (انگلیسی: Slowdive) یک گروه راک بریتانیایی است که در سال ۱۹۸۹ در ردینگ، برکشایر پایه‌گذاری شد. اعضای اسلودایو، ریچل گازول (خواننده و گیتار)، سیمون اسکات (درامز)، نیل هالستد (گیتار و خواننده)، نیک چاپلین (گیتار باس) و کریستین ساویل (گیتار)، هستند. چندین درامر دیگر نیز برای مدت کوتاهی با گروه همکاری داشته‌اند مانند آدرین سل، نیل کارتر و یان مک‌کاچن. هالستد ترانه‌نویس اصلی گروه است.
گازول و هالستد یکدیگر را از دورهٔ کودکی در ردینگ، برکشایر می‌شناختند. اسکات در سال ۱۹۹۴ گروه را ترک کرد در حالی که ساویل و چاپلین هم‌زمان کوتاهی پس از عرضهٔ پیگمالیون گروه را ترک گفتند تا اعضای باقیمانده در پوشش نام موهاوی ۳ به فعالیت موسیقایی ادامه دهند. اعضای اسلودایو بار دیگر در سال ۲۰۱۴ به یکدیگر پیوستند.
دریم پاپ، شوگیزینگ، ایندی راک و امبینت از سبک‌های موسیقایی اصلی گروه‌اند.